# Matt Dzieduszycki
Matthew „Matt” Dzieduszycki (ur. 8 kwietnia 1980 w Calgary, Alberta) – kanadyjski hokeista pochodzenia polskiego.

## Kariera
- Mississauga Chargers (1996-1997)
- University of New Hampshire (1998-1999)
- Barrie Colts (1999-2001)
- University of Western Ontario (2001-2002)
- Syracuse Crunch (2002-2003)
- Dayton Bombers (2003)
- Augusta Lynx (2003)
- San Antonio Rampage (2003-2004)
- Louisiana IceGators (2004)
- Augusta Lynx (2004-2005)
- Las Vegas Wranglers (2005-2006)
  -  Morzine-Avoriaz (2005)
- EV Duisburg (2006-2007)
- Hannover Scorpions (2007-2011)
- Grizzly Adams Wolfsburg (2011-2015)
- Vienna Capitals (2015-2016)
- Stoney Creek Generals (2016-)

Dorastał w Mississauga. W karierze początkowej grał w amerykańskich rozgrywkach uniwersyteckich NCAA i kanadyjskiej lidze juniorskiej OHL w ramach CHL. Następnie w USA występował w rozgrywkach AHL i ECHL. W 2006 przeniósł się do Niemiec i od tego czasu gra w lidze DEL. Od kwietnia 2011 zawodnik Grizzly Adams Wolfsburg. W styczniu przedłużył umowę z klubem o dwa lata. W Niemczech zyskał przydomek Diesel. Po sezonie DEL (2014/2015) odszedł z klubu. Od czerwca 2015 zawodnik austriackiego klubu Vienna Capitals. Od sierpnia 2016 zawodnik kanadyjskiego klubu Stoney Creek Generals w rozgrywkach Allen Cup Hockey (ACH).
Jego żoną jest Lisa, mają dwóch synów.

## Sukcesy
Klubowe
- Emms Trophy – mistrzostwo dywizji: 2000
- Bobby Orr Trophy – mistrzostwo konferencji: 2000
- J. Ross Robertson Cup – mistrzostwo OHL: 2000
- Złoty medal mistrzostw Niemiec: 2010

Indywidualne
- Sezon CIS (OUA Zachód) 2001/2002:
  - Skład gwiazd pierwszoroczniaków
  - Pierwszy skład gwiazd
  - Clare Drake Award – najlepszy pierwszoroczniak
- Sezon DEL (2006/2007):
  - Mecz gwiazd
- Sezon DEL (2012/2013):
  - Pierwsze miejsce w klasyfikacji strzelców w sezonie zasadniczym: 31 goli (w 45 spotkaniach)[9]